# Tržič
Tržič – miasto w Słowenii, siedziba gminy Tržič. W 2018 roku liczyło 3617 mieszkańców.
Leży w północno-zachodniej części kraju, w Górnej Krainie, na wysokości 515 m n.p.m., w dolinie Tržiškiej Bistricy. Przebiega przez nie droga z Karawanków do Kranja.
Miejscowa gospodarka oparta jest na przemyśle chemicznym, obuwniczym i odzieżowym. W pobliżu znajduje się kurort sportów zimowych Zelenica. W mieście funkcjonuje Biblioteka im. Tonego Pretnara, tłumacza literatury polskiej.
Pierwsza historyczna wzmianka o mieście pochodzi z XIII wieku. Silnie ucierpiało w wyniku pożaru w 1811 roku.
Z miasta pochodzili przodkowie w linii męskiej nazistowskiego zbrodniarza wojennego Odilona Globočnika. W okresie II wojny światowej, w latach 1943–1945, na trasie prowadzącej z miasta na północ przez Karawanki w kierunku Klagenfurtu austriacka firma budowlana Universale Hoch- und Tiefbau wykonała 1,5-kilometrowy tunel drogowy przez przełęcz Ljubelj (Loibl) stosując pracę zmobilizowanych przez Reichsarbeitsdienst mieszkańców okolicy i więźniów założonych w tym celu po obu stronach przełęczy obozów koncentracyjnych. Kierownikiem projektu z ramienia firmy Universale był Anton Göbl, zwierzchnikiem Organizacji Todta – Amandus Smolle. Obozy stanowiły filię KL Mauthausen, a na ich czele stał członek tamtejszej załogi, obersturmführer SS Julius Ludolf.